# Shelly Martínez
Shelly Leonor Martínez (Chino, California, 9 de febrero de 1980) es una luchadora profesional y modelo méxico-estadounidense conocida por haber trabajado para la World Wrestling Entertainment en su marca ECW bajo el nombre de Ariel y en la Total Nonstop Action Wrestling bajo el nombre de Salinas.

## Carrera
Martínez empezó su carrera peleando en el sur de California Bajo el nombre de Desire, apareciendo en varias circuitos independientes como Revolution Pro Wrestling, Empire Wrestling Federation y Ultimate Pro Wrestling Donde ella trabajo como la hermana (kayfabe ) de Kyra (Melina en la WWE). Luego en UPW, ella compitió bajo el nombre de Halloween Barbie. También compitió en Women's Extreme Wrestling, donde interpretó a la prima (kayfabe) de Mercedes Martínez.

### World Wrestling Entertainment (2005-2007)

#### Ohio Valley Wrestling (2005-2006)
En abril de 2005, Martínez firmó un contrato con la World Wrestling Entertainment (WWE), en julio de ese año fue enviada a su territorio de desarrollo Ohio Valley Wrestling (OVW), donde fue cománager junto a Beth Phoenix de Aaron Stevens Acompañándolo en sus peleas en Smackdown.
Martínez derrotó a Mickie James para obtener su primer triunfo en la OVW el 29 de octubre, luego en diciembre tuvo un feudo con Serena el 22 de febrero de 2006 en la OVW TV Tapings, Shelly fue al ring y atacó a Sosay durante una pelea entre Elijah Burke y Robbie Dawber. Durante este tiempo adoptó el gimmick de estar obsesionada con Paul Burchill, que usaba un gimmick de pirata en Smackdown. En la edición del 6 de mayo de 2006 WWE Velocity, Martínez apareció como la acompañante de Paul Burchill en su pelea contra Road Warrior Animal, pero su gimnick terminó cuando volvió a la OVW Donde estuvo envuelta en el pleito entre Seth Skyfire's con Mike "The Miz" Mizanin y Roni Jonah.

#### Extreme Championship Wrestling (2006-2007)

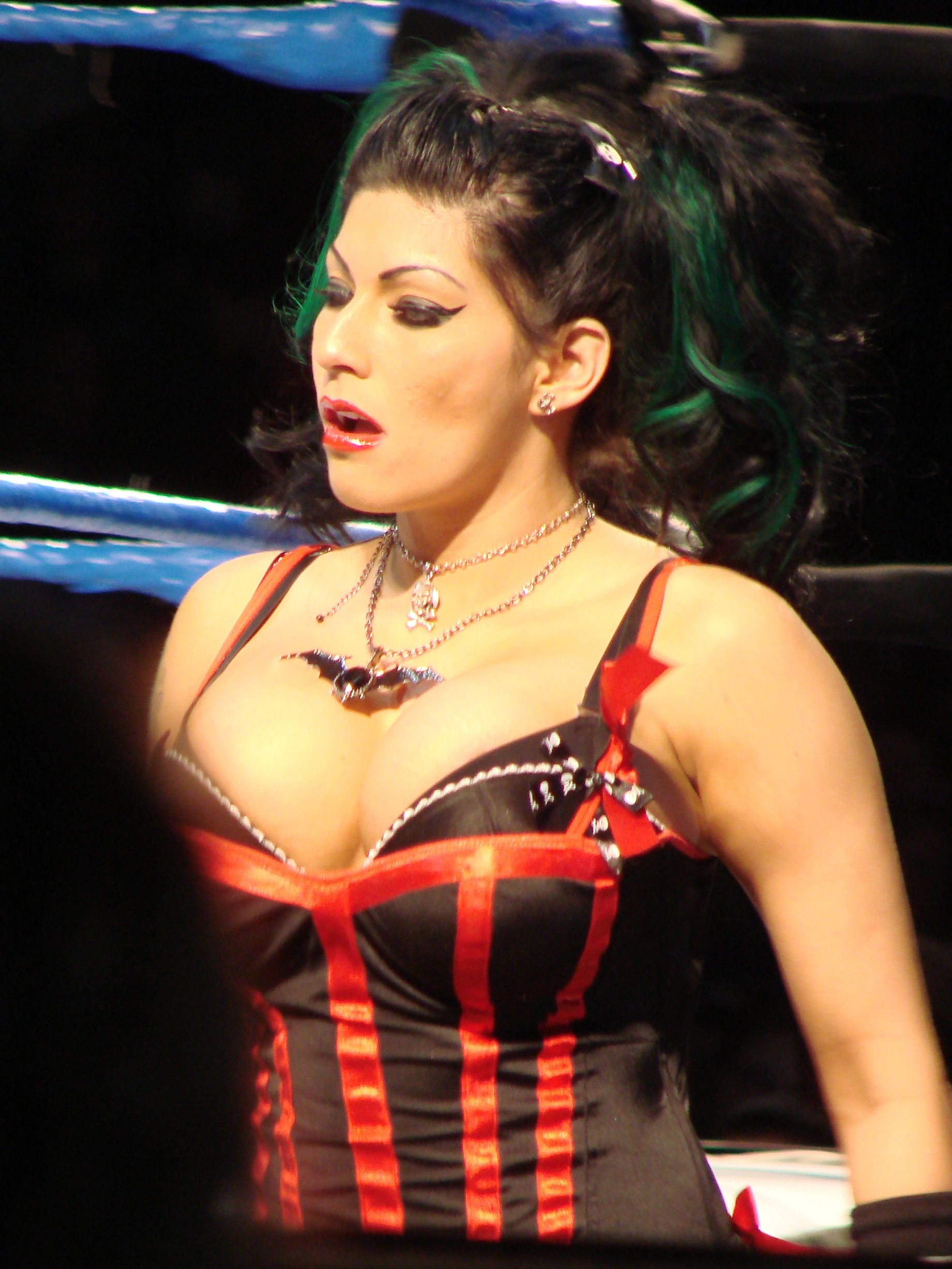
Martínez en la ECW como Ariel

Cuando la marca ECW fue relanzada Martínez se unió como Ariel  donde fue la acompañante de Kevin Thorn, un vampiro que previamente había sido visto "acechando" los escenarios de la ECW. 
El 19 de septiembre atacó a Francine que acompañaba a Balls Mahoney al ring en su pelea contra Kevin Thorn. Ariel hizo su debut en ECW el 26 de septiembre peleando contra Francine en una "Extreme Catfight", que terminó sin decisión tras la interferencia de Thorn y Mahoney. El feudo terminó cuando Francine fue liberada de su contrato semanas después.
Cuando la marca ECW tuvo su primer evento Pay-per-view, December to Dismember, Ariel y Thorn derrotaron a Kelly Kelly y Mike Knox en una lucha en parejas. El siguiente martes en ECW, Ariel perdió contra Kelly Kelly cuando fue sorprendida con un roll-up. Siendo esta su última lucha en la ECW, en febrero de 2007, Ariel y Kevin Thorn se unieron a la New Breed y tuvieron un feudo con los originales de la ECW, el 18 de febrero participó en el Diva Invitational en No Way Out  aquí Jillian Hall insultó a todas las participantes y ella salió junto Candice Michelle y Maria al ring y cosa que terminó en una lucha de fieras, después de esto salió Ashley Massaro ganando el concurso después de quitarse el top revelando conejitos en sus senos,  el 18 de mayo de 2007 Martínez fue liberada de su contrato con la ECW.

### Total Nonstop Action Wrestling (2007-2008)
En Bound for Glory, Shelly participó en una Gauntlet battle royal para coronar a la Primera TNA Knockout Champion. poco después Martínez empezó a aparecer como un miembro enmascarado de LAX, interfiriendo en sus peleas ayudándolos a obtener victorias. Posteriormente hizo su debut en el ring como Salinas luchando contra Awesome Kong perdiendo luego de recibir un sitting powerbomb.
Salinas participó en Lockdown en la primera "Queen of the Cage" match, lucha que fue ganada por Roxxi Laveaux luego participó en Sacrifice en la primera Knockouts "Makeover Battle Royal", lucha que fue ganada por Gail Kim semanas después Salinas volvió a perder contra Awesome Kong .
En No Surrender Salinas fue atacada por Jacqueline en el baño y enviada al hospital . En realidad Martínez publicó en su página oficial que abandonó TNA para participar en una película italiana.

### World Wide Women Wrestling (2008)
Martínez debutó en la World Wide Women Wrestling promotion (WWWW) bajo su nombre real y se convirtió en la primera campeona.

### Extreme Wrestling Entertainment
Martínez ganó una battle royal por el Campeonato femenino de la EWE.

## Campeonatos y logros
- Empire Wrestling Federation

- EWF Tag Team Championship (1 vez) - con Threat

- World Wide Women Wrestling

- WWWW World Championship (1 vez, actual)

- Extreme Wrestling Entertainment

- EWE Women's Champion (1 vez, actual)